# Irland beim Eurovision Young Musicians
Übertragende Rundfunkanstalt

Erste Teilnahme
1986
Anzahl der Teilnahmen
8
Höchste Platzierung
k. A.
Dieser Artikel befasst sich mit der Geschichte Irlands als Teilnehmer des Wettbewerbs Eurovision Young Musicians.

## Regelmäßigkeiten der Teilnahme und Erfolg im Wettbewerb
Irland nahm erstmals 1986 am Wettbewerb teil, jedoch schied der Geiger Seamus Conroy bereits im Halbfinale aus. 2002 zog sich der zuständige Sender Raidió Teilifís Éireann (RTÉ) vom Wettbewerb zurück. Zuletzt sagten sowohl RTÈ als auch der ebenfalls teilnahmeberechtigte Sender TG4 im Jahr 2020 ohne eine nähere Angabe von Gründen ab.
Irland ist eines der erfolglosesten Länder beim Eurovision Young Musicians, so konnte es sich nie für das Finale qualifizieren.

## Liste der Beiträge
Farblegende: – 1. Platz. – 2. Platz. – 3. Platz. – ausgeschieden im Halbfinale/in der Qualifikation. – keine Teilnahme/nicht qualifiziert.
| Jahr                                                        | Interpret                | Instrument               | Stücke                                                               | Platz Finale             | Platz Halbfinale         | Nationale Vorentscheidung |
| ----------------------------------------------------------- | ------------------------ | ------------------------ | -------------------------------------------------------------------- | ------------------------ | ------------------------ | ------------------------- |
| 1986                                                        | Seamus Conroy            | Violine                  | Violin Concerto von Pjotr Iljitsch Tschaikowski                      | Ausgeschieden            | k. A. / 15               |                           |
| 1988                                                        | Dearbha Collins          | Klavier                  | Piano Concerto No. 3 in C, Op. 26 von Sergei Sergejewitsch Prokofjew | Ausgeschieden            | k. A. / 16               |                           |
| 1990                                                        | Patricia Moynihan        | Flöte                    | Flute Concerto No. 1 in G-Dur, K. 313 von Wolfgang Amadeus Mozart    | Ausgeschieden            | k. A. / 18               |                           |
| 1992                                                        | unbekannt                | unbekannt                | unbekannt                                                            | Ausgeschieden            | k. A. / 13               |                           |
| 1994                                                        | Finghin Collins          | Klavier                  | Prelude in C-sharp minor op.45 von Frédéric Chopin                   | Ausgeschieden            | k. A. / 24               |                           |
| 1996                                                        | Gerald Peregrine         | Cello                    | unbekannt                                                            | Ausgeschieden            | k. A. / 17               |                           |
| 1998                                                        | Cora Venus Lunny         | Violine                  | unbekannt                                                            | Ausgeschieden            | k. A. / 14               |                           |
| 2000                                                        | Rebecca Čápová           | Klavier                  | unbekannt                                                            | Ausgeschieden            | k. A. / 18               |                           |
| 2002 2004 2006 2008 2010 2012 2014 2016 2018 2020 2022 2024 | Auf Teilnahme verzichtet | Auf Teilnahme verzichtet | Auf Teilnahme verzichtet                                             | Auf Teilnahme verzichtet | Auf Teilnahme verzichtet | Auf Teilnahme verzichtet  |